# 60006 Holgermandel
60006 Holgermandel è un asteroide della fascia principale. Scoperto nel 1999, presenta un'orbita caratterizzata da un semiasse maggiore pari a 3,1125036 UA e da un'eccentricità di 0,1682521, inclinata di 17,15227° rispetto all'eclittica.
L'asteroide è dedicato all'astronomo tedesco Holger Mandel.